# Revue internationale des droits de l'Antiquité
 (juillet 2023).
Si vous disposez d'ouvrages ou d'articles de référence ou si vous connaissez des sites web de qualité traitant du thème abordé ici, merci de compléter l'article en donnant les références utiles à sa vérifiabilité et en les liant à la section « Notes et références ».
La Revue internationale des droits de l'Antiquité (RIDA) est une revue belge et, avec la section correspondante de la Zeitschrift der Savigny-Stiftung für Rechtsgeschichte (de), une des revues internationales les plus renommées dans le domaine de l'histoire du droit de l'Antiquité.

## Historique
Fernand De Visscher a fondé en 1948 la Revue internationale des droits de l'Antiquité (dont les quatre premiers volumes constituent des Mélanges qui lui ont été offerts) afin de publier les conférences présentées dans le cadre des congrès de la Société internationale d'histoire des droits de l'Antiquité.
La revue est publiée annuellement, principalement en langue française. La RIDA a été précédée par la revue Archives d'histoire du droit oriental, publiée par Jacques Pirenne depuis 1937. En 1954, les deux revues ont fusionné sous la direction conjointe de Jacques Pirenne et Fernand De Visscher, sous le titre Archives d'histoire du droit oriental et Revue internationale des droits de l'Antiquité. Depuis lors, la Revue internationale des droits de l'Antiquité s'est concentrée sur des sujets de droit romain, droit grec ancien, de droit de l’Égypte ancienne, de papyrologie juridique, de droit de l'Orient ancien, mais aussi de la tradition des droits de l'Antiquité.

## Caractéristiques
En 2021, la revue est publiée en français, anglais, italien, allemand et espagnol. Éditée par les presses universitaires de Liège, son rédacteur en chef est Jean-François Gerkens.